# Hekal
Hekal là một xã trong quận Mallakastër thuộc hạt Fier, Albania. Dân số năm 2005 là 4717 người.